# Andrena melliventris
Andrena melliventris là một loài Hymenoptera trong họ Andrenidae. Loài này được Cresson mô tả khoa học năm 1872.